# Pterolophia carinata
Pterolophia carinata är en skalbaggsart som först beskrevs av Charles Joseph Gahan 1894.  Pterolophia carinata ingår i släktet Pterolophia och familjen långhorningar.
Artens utbredningsområde är:
- Myanmar.
- Nepal.

Inga underarter finns listade.